# Galliena montigena
Galliena montigena là một loài nhện trong họ Cycloctenidae. Chúng được miêu tả năm 1898 bởi Eugène Simon, và chỉ được tìm thấy ở Indonesia.